# Joerie Church
Joerie Church (* 23. März 1998 in Redhill) ist ein niederländisch-englischer Fußballspieler.

## Werdegang
Der rechte Außenverteidiger begann seine Karriere beim Amateurverein VIOS Warmenhuizen und wechselte im Jahre 2009 in die Jugendabteilung von AZ Alkmaar. Im Sommer 2017 rückte Church in die unter dem Namen Jong AZ in der zweitklassigen Eerste Divisie antretenden zweiten Männermannschaft von AZ Alkmaar auf. Church absolvierte in den folgenden drei Jahren für Jong AZ insgesamt 72 Ligaspiele, in denen er drei Tore erzielte. Im Sommer 2020 wechselte Church zum deutschen Regionalligisten SV Rödinghausen. Doch nach nur sechs Pflichtspieleinsätzen für die Ostwestfalen ging er ein Jahr später wieder zurück in seine Heimat und schloss sich dem Drittligisten HHC Hardenberg am.